# روبرت موريسون (معجمي)
روبرت موريسون (بالإنجليزية: Robert Morrison) (و. 1782 – 1834 م) هو معجمي، ولغوي، ومترجم، وكاتب، ومترجم الكتاب المقدس ‏، ومبشر بريطاني، كان عضوًا في الجمعية الملكية، توفي في غوانزو، عن عمر يناهز 52 عاماً.

## جوائز
حصل على جوائز منها:

زميل في الجمعية الملكية

## روابط خارجية
- روبرت موريسون على موقع الموسوعة البريطانية (الإنجليزية)